# إسهامات قبيلة الدواسر الاجتماعية في البحرين (1783 - 1928)
تعتبر قبيلة الدواسر من أكبر العوائل في البحرين. وهي ذات تأثير كبير على البحرين منذ الفتح الخليفي للبحرين في عام 1783.

## المقدمة
كانت البحرين مصدر جذب سكاني لأبناء شبه الجزيرة العربية ولا سيما من منطقة نجد إذ حدثت هجرة سكانية من نجد إلى البحرين خلال العديد من الحقب التاريخية وإن دوافع وأسباب هذه الهجرة والاستقرار إلى البحرين بالذات اقتصادية بالدرجة الأساس ومن أبرز القبائل التي هاجرت من نجد هي قبيلة الدواسر والتي قامت بإسهامات عديدة في البحرين.

## علاقة الدواسر بآل خليفة

### العلاقة التاريخية بين الدواسر وآل خليفة
لا يمكن الفصل بين العلاقات الاجتماعية بين قبيلة الدواسر وآل خليفة عن الأوضاع السياسية التي كانت تؤثر وبشكل مباشر في هذه العلاقات.
مرت علاقة الدواسر بآل خليفة بثلاث محطات أولهما: عندما كانوا في نجد إذا كانت العلاقة يشوبها شيء من الخصومة حتى أن سبب هجرة آل خليفة وإخوانهم من آل صباح من مواطنهم الأصلي من الهدار في نجد هو النزاع الذي حصل بينهم وبين بني عمهم من قبيلة عنزة ويرجعون إلى بطن جميلة وفي بداية هذا النزاع استطاع آل خليفة من التغلب على خصومهم إلا أن هؤلاء الخصوم قد لجئوا إلى قبيلة الدواسر في واديهم وتحديدا إلى آل حسن الذين تحالفوا معهم وزحفوا سويا على الهدار وبالتالي تغلبوا على آل خليفة وآل الصباح وأخرجوهم من الهدار بمساعدة من الدواسر.
وذكر المؤرخ الكويتي سيف مرزوق الشملان سبب هجرة العتوب من آل خليفة وآل صباح من نجد إذ يقول: 
أما المرحلة الثانية من العلاقات بين الدواسر وآل خليفة فقد كانت في الزبارة في قطر عندما تجاورت القبيلتين في المنطقة إذ سبق آل خليفة الدواسر في الاستقرار في الزبارة وبالتالي بدأت مرحلة جديدة من العلاقات فيما بينهما تميزت بنوع من العلاقة الجيدة والترابط القوي إذ شاركت قبيلة الدواسر آل خليفة في تصديها للهجوم الذي قام به حاكم البحرين نصر آل مذكور على منطقة الزبارة عام 1783 من أجل السيطرة عليها إذ تصدى لها آل خليفة بمساعدة من بعض القبائل العربية ومنهم الدواسر وهاجموا مؤخرة حملة نصر آل مذكور فقد تكبدت جيوشه خسائر جسيمة انسحبوا على إثرها من ميدان المعركة وكانت جيوش آل خليفة تحت قيادة الشيخ أحمد بن محمد آل خليفة (الفاتح) الذي أناب عن أخيه بسبب مغادرته إلى مكة لأداء مناسك الحج.
بعد ذلك الانتصار الذي حققه عتوب آل خليفة على آل مذكور بدأوا يتطلعون نحو البحرين التي دخلوها بالفعل في 23 يوليو 1783 وبالتالي كانت قبيلة الدواسر إحدى القبائل التي شاركت في ترجيح كفة آل خليفة وساهمت في فتح البحرين. ويذكر أن قبيلة الدواسر قد أبلوا بلاءا حسنا خلال المعارك التي دارت من أجل فتح البحرين الأمر الذي ساهم في جعلهم ذوي قوة ونفوذ كبيرين في البحرين فيما بعد.
بينما كانت آخر مراحل العلاقة بين الدواسر وآل خليفة هي عندما وصلت القبيلة إلى البحرين عام 1845 وأن تاريخ وصولهم إلى البحرين يؤكد حقيقة تاريخية وهي أن الدواسر لم يستقروا في البحرين بعد أن فتحها من قبل آل خليفة مباشرة وإنما تأخروا في ذلك الأمر ولم نجد سببا واضحا لتأخر الدواسر في هجرتهم إلى البحرين كل تلك المدة لكن لربما أنهم أرادوا أن يتأكدوا من مدى استقرار الأمور في البحرين تحت حكم آل خليفة إذ أن الأحداث السياسية التي حصلت في البحرين حال وصول آل خليفة إليها ربما كانت سببا في عدم انتقال الدواسر إليها ولا سيما استيلاء السيد سلطان بن أحمد بن سعيد حاكم مسقط على البحرين وما تبعته من أحداث سياسية تأرجحت بين التنافس الفارسي وحكام مسقط والنفوذ السعودي على البحرين ربما كانت وراء تأخر عملية انتقال الدواسر إلى البحرين.
من الأمور الأخرى التي أكدت على عمق العلاقة ما بين الدواسر وآل خليفة هو ما قام به الشيخ عبد الله بن حسن الدوسري تجاه الشيخ عيسى بن علي آل خليفة في البديع التي كانت تقع في طريق شيوخ البحرين خلال توجههم في رحلتهم إلى بر الظهران من أجل القنص كما أن الشيخ عيسى وأبناؤه سلمان وراشد وحمد ومحمد وعبد الله كانوا يمرون بالبديع عند ذهابهم إلى جزر غرب البحرين ولا سيما بجزيرة أم النعسان إلا أنه في ذات مرة قام الشيخ عيسى بالمرور في البديع الجنوبي وغادرها مباشرة دون المرور بالبديع الشمالي كما جرت العادة الأمر الذي ترك أثرا في نفوس أهالي البديع الشمالي حتى أن الشاعر محمد العماري نظم قصيدة صور فيها بقاء البديع لعدم مرور الشيخ عيسى بن علي بها وجاء في مطلع القصيدة:
ذكرت البديع أدمعا مدرارا

ما وقفت في ليلها ونهارها
وكانت هذه القصيدة بمثابة مطالبة أهالي البديع الشمالي لحاكم البحرين بالمرور بهم عند عبوره إلى جزيرة أم النعسان وأن لا يكتفي بالمرور بالبديع الجنوبي وأن هذا الرجاء للشيخ كان من عبد الله بن حسن الدوسري على لسان الشاعر فاستجاب الشيخ عيسى لطلب زعيم الدواسر ولم يكتف الشيخ عبد الله بن حسن الدوسري بذلك فلما علم بأن الشيخ عيسى بن علي يجد صعوبة في ركوب السفينة التي تقله إلى أم النعسان أو غيرها من الجزر وكان ذلك أهم الأسباب جعلت الشيخ عيسى لا يحبذ المرور بالبديع الشمالي لذا سار الشيخ عبد الله بن حسن الدوسري ببناء رصيف بحري في البديع من جهة الغرب خصيصا للشيخ عيسى وذلك لكي تكون عملية صعوده للسفينة سيتم بشكل أسهل وأيسر من زي قبل.

### أعمال الشيخ عبد الله بن حسن الدوسري
مما تقدم ذكره من أمر بخصوص قيام الشيخ عبد الله بن حسن الدوسري ببناء رصيف في البديع كرامة للشيخ عيسى إنما يتبين عمق العلاقة الحسنة التي تربط شيوخ البحرين بقبيلة الدواسر حتى أنهم لم يهدأ لهم بال لمجرد عدم مرور شيخ البحرين بمدينتهم بل إنهم أقاموا لأجل ذلك رصيفا لتسهيل عملية المرور.
بعد أن استقرت قبيلة الدواسر في البحرين تكونت فيما بينهم وبين آل خليفة علاقة متينة وذلك لأن آل خليفة كانوا آخذين بنظر الاعتبار وقفة الدواسر معهم إبان قيامهم بفتح البحرين ويدل على عمق تلك العلاقة هو ما قام به حكام البحرين بوقوفهم إلى جانب قبيلة الدواسر أثناء الخلاف الذي نشب بينهم وبين قبيلة البوفلاسة على خور فشت عام 1907 إذن نشب هذا الخلاف بسبب ادعاء كل قبيلة أسبقيتها في استخدام الماء من عين خور فشت وعندما احتدم الخلاف وصل إلى مراحل كبيرة بين القبيلتين فإن الشيخ عيسى بن علي لم يبت في أمر الخلاف وذلك لميله إلى جانب قبيلة الدواسر الأمر الذي أدركته قبيلة البوفلاسة وبالتالي فضلت القبيلة الانتقال إلى شرق الجزيرة العربية وتحديدا إلى القطيف.
إن موقف الشيخ عيسى بن علي يدلل على عمق العلاقة ما بين الدواسر وآل خليفة إذ يتجنب ذلك الموقف دون النظر بأمر القضية والبت بها نهائيا على الرغم من إدراكه بأحقية قبيلة البوفلاسة سبب استخدام الماء إن خور فشت ولم يستمع إلى مطالبهم حتى عندما أبلغوه بأنهم سيرحلون إن لم يتم البت في الأمر رغم كل ذلك لم يتخذ أي قرار بالموضوع وفضل رحيل البوفلاسة على أن يقف بالضد من الدواسر مما يدل على المكانة الكبيرة لقبيلة الدواسر لدى حاكم البحرين.
بعد ذلك ازدادت أواصر العلاقة بين الدواسر والشيخ عيسى بن علي الذي كان يعرف كيفية التعامل مع القبائل العربية في المنطقة إذ قام بإعطاء الدواسر بعض الامتيازات بالبحرين حتى أنه قام بتعيين شيخ قبيلة الدواسر في البحرين عبد الله بن حسن الدوسري عضوا في المجلس العرفي في البحرين إذ أن الشيخ عيسى بن علي بعث برسالة إلى هارولد ديكسون يخبره فيها بترشيح عبد الله بن حسن الدوسري كعضو في المجلس المذكور بدلا من الحاج أحمد بن علي يتيم. وإن أمر التعيين قد أوضحته وثيقة صادرة من الشيخ عيسى بن علي آل خليفة إلى المعتمد السياسي البريطاني بالبحرين والمؤرخة في 22 يناير 1920 والتي جاء في مضمونها: "بناء على المذاكرة التي دارت بين سعادتكم ونجلي الشيخ عبد الله بخصوص ترتيب المجلس العرفي وتعيين أعضائه لستة أشهر فقد عينا الأعضاء المذكورة أسماؤهم أدناه وكتبنا لهم بذلك وهم الحاج عبد الله بن حسن الدوسري والحاج عبد الرحمن بن محمد الزياني والحاج يوسف بن عبد الرحمن فخرو والحاج عبد العزيز بن حسن القصيبي والحاج عبد علي بن رجب... الأمل من سعادتكم أن تكتبون كذلك الخمسة الذين اتفقتم عليهم مع نجلي الشيخ عبد الله وقد استحسنت موعد الاجتماع الأول في يوم الخميس الآتي الساعة 4:00 عربي من النهار في غرفة المحرق على أن يكون يوم الخميس من كل أسبوع موعدا لانعقاد المجلس المذكور".
كما ورد اسم عبد الله بن حسن الدوسري في رسالة بعثها ديكسون إلى الأعضاء الخمسة الذين رشحهم بنفسه على أنهم يمثلون الحكومة البريطانية في المجلس العرفي إذ جاء في مضمون تلك الرسالة ما نصه: " إلى جناب المحبين الأجلاء الكرام خان صاحب محمد شريف بن الحاج قطب الدين أوزي وتكمداس بيت كنكلا والسيت بداء و السيت محمد علي هبة الله وهم من البانيان والحاج عبد النبي بن أحمد البو شهري المحترمين بعد السلام والسؤال عن شريف أحوالكم نعرفكم بأننا قد عيناكم أعضاء المجلس العرفي لتنوبوا عن رعايا الدولة البهية القاطنين في البحرين وسعادة الشيخ عيسى بن علي آل خليفة حاكم البحرين قد عين هؤلاء المذكورين بالنيابة عن رعاياه الحاج عبد الله بن حسن الدوسري والحاج عبد الرحمن الزياني والحاج يوسف بن عبد الرحمن فخرو والحاج عبد العزيز بن حسن القصيبي والحاج عبد علي بن رجب".
جدير بالذكر أن ثلاثة من أعضاء المجلس العرفي ممن رشحهم الشيخ عيسى بن علي قد تغيبوا عن حضور إحدى الاجتماعات كان أحدهم عبد الله بن حسن الدوسري والذي فضل عدم الحضور للمجلس العرفي لأن الشيخ عيسى قد كلفه للقيام بعمل معين في البديع الأمر الذي يدلل على مدى احترامه وتقديره للشيخ عيسى إذ أنه ضحى بعدم حضور الاجتماع لأجل القيام بمهمة كلفه بها الشيخ عيسى على الرغم من أن ديكسون قد بعث للشيخ عيسى رسالة يخبره فيها بأمر غياب أعضاء المجلس وذلك بتاريخ 8 أبريل 1920 جاء في مضمونها: "الشيخ عيسى حاكم البحرين... بعد السلام أجذب التفات سعادتكم إلى أن ثلاثة أعضاء من أعضاء المجلس العرفي الذين انتخبهم سعادتكم غابوا أنفسهم عن المجلس وهم عبد الرحمن الزياني وعبد العزيز القصيبي وعبد الله بن حسن الدوسري فبخصوص النفرين الأولين يجب أن أقول أنهم كتبوا يعتذرون بحجة اعتلال الصحة أما العضو الثالث فإنه ذكر أن سبب عدم حضوره لأنه كان مشغولا في خدمة لسعادتكم في البديع".
كانت مهمة المجلس الذي يعين فيه عبد الله بن حسن الدوسري هو اتخاذ القرارات داخل البحرين من أجل تنظيم أمور الدوائر الحكومية إلا أن تدخل المقيم البريطاني السياسي في الخليج العربي قد أثر في عمل هذا المجلس مما أدى إلى تعطيله بعد سنة تقريبا بسبب عدم الأخذ بقراراته.
من الشواهد التاريخية الأخرى على العلاقة بين قبيلة الدواسر وآل خليفة هو قيام عبد الله بن حسن الدوسري بالوقوف مع الشيخ عيسى بن علي آل خليفة في استرجاع جزيرة الزخنونية من سيادة الدولة العثمانية إذ أن خلافا نشب ما بين الدولة العثمانية وبريطانيا حول ملكية الجزيرة عام 1909.
كانت إحدى المحطات الرئيسة للدواسر في هجراتهم المتتالية حتى أن علاقتهم بها لم تنتهي عن فتح البحرين بل كان شيوخ الدواسر يذهبون إليها للصيد فيما ولا سيما في فصل الشتاء وكان نتيجة التعاون ما بين الدواسر وآل خليفة أن تمكنوا من طرد الحامية العثمانية التي احتلت الجزيرة.
إن العلاقة بين قبيلة الدواسر وآل خليفة كانت ذات وتيرة متصاعدة إيجابيا من خلال المراحل الثلاث التي مرت بها تلك العلاقة ففي بدايتها كانت علاقات متوترة ولا سيما في الهدار ثم تدرجت إلى علاقات إيجابية ذات طابع تعاوني ما بين الطرفين ولا سيما في الزبارة وتحديدا أثناء الحملة ضد نصر آل مذكور أما في المرحلة الثالثة فقد ازدادت العلاقة تطورا وتعاونا هل أصبح آل خليفة يدافعون عن الدواسر أحيانا بل يذهبون أكثر من ذلك من خلال تعيينهم في المناصب ذات القرارات التي تتعلق بالشؤون الداخلية للبحرين أحيانا أخرى وإن قضيتي خور فشت والمجلس العرفي دليلا واضحا على ما تم ذكره.

## المواقف الاجتماعية لقبيلة الدواسر

### موقف أبناء القبيلة تجاه محمد بن عبد الوهاب بن ناصر الفيحاني
من المواقف الاجتماعية لقبيلة الدواسر والتي تنم عن السخاء والكرم الذي كانت يتميز به أبناء هذه القبيلة هو ما قاموا به تجاه محمد بن عبد الوهاب بن ناصر الفيحاني الذي يعد من كبار الشخصيات الخليجية في عصره وحاصل على لقب أشار من الدولة العثمانية وأحد كبار تجار اللؤلؤ من الطواشين الذي تعرض لخسارة كبيرة في تجارته بعد أن تعرضت مواسم اللؤلؤ للهبوط وتذبذب أسعارها منذ القرن التاسع عشر مما جعله مثقلا بالديون وكان من ضمن الدائنين مجموعة من قبيلة الدواسر في البديع فلما وصلت أخبار الفيحاني إلى البحرين تشاور أهالي الدواسر في شأن ديونهم عليه فبادر عبد الله بن حسن الدوسري بالقول أننا يجب الذهاب إليه والاطمئنان عليه وفعلا أبحرت سفينة من البديع إلى دارين حيث كان يقيم الفيحاني فيها ولما وصلوا إلى هناك استقبلهم الفيحاني وبادر الدواسر إلى إسقاط ديونهم المترتبة عليه.
إن هذا الموقف المشرف يدلل على كرم أبناء قبيلة الدواسر ونفوسهم الزكية وأن هذا نابع من سجاياهم الحسنة ومواقفهم الجليلة ولم يكتفوا بزيارة الفيحاني وتقليل هول الصدمة عليه بل إنهم سارعوا إلى إسقاط ما بذمتهم من ديون على شخصه ودعموه معنويا لكي يستطيع الخروج من أزمته الحرجة التي كان يمر بها.

### دور القبيلة في مجال التعليم
كان لقبيلة الدواسر دورا في مجال التعليم أيضا فقد أدى رجال الدين في الكتاتيب والبيوت دور المعلمين فالتعليم في ذلك الوقت كان تعليما دينيا يعتمد على المشايخ الذين يتولون تدريس القرآن الكريم وتعاليم الدين الإسلامي ومن أبرز المشايخ من الدواسر هم سعود بن يوسف بوبشيت في البديع الجنوبي وخالد بن يوسف بوبشيت وعيسى بن محمد العماري في فريج اللدام فضلا عن الشيخ سعيد بوبشيت في البديع الشمالي ولم يقتصر التعليم الديني على الرجال فقط فقد برز من النساء اللواتي يقمن بتعليم البنات القرآن الكريم مثل السيدة والدة الشيخ عيسى بن أحمد بن سعد الدوسري والسيدة مريم بنت باز فضلا عن ذلك فقد كان للمجالس في البيوت دور تعليمي وتربوي كبيران وذلك لما لهذه المجالس من فوائد اجتماعية وثقافية عديدة إذ كانت المجالس تتناول في أحاديثها حل النزاعات وعقد الاتفاقيات وقراءة القرآن فضلا عن سرد القصص التاريخية وإلقاء القصائد.
أما إسهاماتهم في مجال التعليم النظامي فإن البحرين كانت في مطلع القرن 20 قد اقتصر التعليم فيها على الكتاتيب والمدارس الأهلية مثل مدرسة علي بن إبراهيم الزياني ومدرسة محمد بن راشد بن هندي ومدرسة الغتم ومدرسة حجي الزياني ومدرسة الشيخ أحمد المهزع وغيرها التي كان هدفها الأساس تعليم القراءة والكتابة وحفظ القرآن الكريم إلا أنه بعد انتهاء الحرب العالمية الأولى حدثت تغيرات سياسية واجتماعية في البلاد نتج عنها انبثاق الوعي الثقافي بين أفراد المجتمع البحريني وبحكم ذلك برزت الحاجة إلى إنشاء معاهد تعليمية حديثة تختلف عن الكتاتيب من حيث نظمها ومناهجها وأهدافها.
قرر الشيخ عبد الله بن عيسى آل خليفة رئيس مجلس المعارف في البحرين عام 1918 إنشاء مدرسة نظامية في البحرين على غرار ما كان معمولا به في البلدان العربية مثل العراق وسوريا ومصر لذلك تم الاجتماع والتشاور بين أهل الرأي وهم خليل المؤيد ويوسف بن أحمد كانو وعبد الله بن حسن الدوسري واتفقوا على القيام بمشروع تأسيس مدرسة نظامية في البلاد لتبدأ بعدها مرحلة جمع التبرعات وتم بالفعل جمع قرابة 200,000 روبية أي ما يعادل 15,000 دينار بحريني وكان من المتبرعين عبد الله بن حسن الدوسري وتم وضع حجر الأساس للمدرسة في الجهة الشمالية من مدينة المحرق والتي سميت بمدرسة الهداية الخليفية للبنين وتم افتتاحها في 16 نوفمبر 1919 كما تم تعيين عبد الله بن حسن الدوسري عضوا في مجلس الإدارة الخيرية للتعليم الذي تشكل من أجل إدارة المشروع واحتياجاته من مدير للمدرسة ومعلمين فضلا عن دور القبيلة في تأسيس مدرسة الهداية الخليفية فقد كان مجلس الشيخ عبد الله بن حسن الدوسري مقرا لاستقبال الأدباء والشعراء من أجل إلقاء نتاجاتهم الشعرية وأنشطتهم الأدبية إذ أن الشيخ عبد الله بن حسن الدوسري كان محبا للأدب والشعر حتى إنه كان يمتلك العديد من الكتب في بيته أما أبرز شعراء البديعة آنذاك هم علي بن فضل العماري وسلطان بن عبد الله بوهندي والشاعر فرج الصباح والشاعر سعود بن عبد العزيز الودعاني الدوسري.

### إسهامات القبيلة في الشؤون البلدية
أما بالنسبة للشؤون البلدية فقد كان لقبيلة الدواسر حضورا في هذا المضمار أيضا فقبل عام 1919 لم يكن في البحرين ما يسمى بالبلدية إذ أن الحكومة البحرينية استشعرت الحاجة الماسة لتأسيس بلدية من أجل تنظيم شؤون المواطنين وتقديم الخدمات لهم وبالفعل تم تأسيس بلدية المنامة في يوليو 1919 والتي تعد من أوائل البلديات تأسيسا وتم انتخاب الشيخ عبد الله بن حسن الدوسري للعمل في مجلس إدارة بلدية المنامة وذلك عام 1920.
إن إسناد العديد من المهام الرسمية للشيخ عبد الله بن حسن الدوسري وتعيينه في المناصب ذات الأهمية الكبيرة مثل مجلسي الإدارة الخيرية للتعليم ومجلس إدارة بلدية المنامة لم يأت من فراغ بل إن تلك المهام والمناصب تستلزم على القائم بها أن يكون على قدر من الخبرة والمعرفة فضلا عن تميزه بالثقافة ولا سيما أن الشيخ عبد الله بن حسن الدوسري لم يكن موظفا سابقا بل شخصيته المرموقة وسعة معرفته فلذلك أصبح محط أنظار المسؤولين وإن مصادر تلك الثقافة قد اكتسبها من خلال التربية الخاصة إذ أنه عندما بلغ سن معينة قام والده بتكليف بعض العلماء والمشايخ وتعليمه فاكتسب بذلك العلوم الدنيوية إلى جانب العلوم الدينية فضلا عن مصاحبته لوالده في العمليات التجارية من بيع وشراء قد تساعده في إتقان العمليات الحسابية ولا يمكن إغفال دور المجالس الأسرية في صقل شخصيته وتعليمه الآداب العامة وحسن الخلق وآداب الحوار واحترام كبار السن لذلك فقد كان الشيخ عبد الله بن حسن الدوسري خير من مثل قبيلته الدواسر في المناصب الحكومية.

## الخاتمة
إن الدواسر واحدة من القبائل العربية النجدية استقرت في جزيرة الزخنونية بمحاذاة ساحل الإحساء وقد تحالف دواسر مع آل خليفة وشاركوا مع القبائل الأخرى في فتح البحرين 23 يوليو 1783 إثر ذلك انتقلوا من جزيرة الزخنونية إلى البحرين واستقروا بالبديع وكان عددهم 8000 نسمة. برعوا بالزراعة وفنون البحر من غوص ونواخذة وتجار أما في الزلاق فكان عددهم ألف منزل وقد أكرمهم الشيخ علي بن خليفة آل خليفة بهبات أراض وأعفاهم عن الضرائب. وكذلك من أبرز الحقائق الحاصلة ما يلي:
- كان العديد من أبناء نجد يبحثون عن مصدر رزق لهم وذلك لضمان حياة كريمة بعد أن أخذت مناطقهم تعاني من قلة الموارد الاقتصادية إذ كانت مصادر الرزق محدودة جدا في نجد لذلك يضطر الكثير منهم إلى الانتقال إلى مناطق أخرى لعلهم يجدون فيها مبتغاهم ومن تلك المناطق التي كانت ترحب بأبناء نجد هي البحرين إذ وجد الكثير منهم في البحرين مصدرا للرزق الوفير وذلك لأنها تعد من أكبر المنصات لصيد اللؤلؤ في العالم فمن وصل منهم إلى البحرين أولا وحققوا أرباحا في تجارة صيد اللؤلؤ شكلوا دافعا قويا لغيرهم من أبناء المنطقة في القدوم إلى البحرين والعمل مع أبناء جلدتهم وبالتالي شجعت الأرباح الكبيرة بعض النجديين من الإقامة والانخراط في المجتمع البحريني وبذلك أصبحوا ضمن التركيبة السكانية للبحرين.
- إن طبيعة المجتمع البحريني كانت دافعا للعديد من النجديين في الاستقرار في البحرين بعد انتهاء موسم الغوص فالمجتمع البحريني يتميز بطبيعته السلمية التي تستقبل القادم من الجزيرة العربية ربما أن هذا الأمر نابع أساسا من الشعور بالرابطة الدموية فيما بينهم وبين النجدين.
- كان سكان أهالي نجد عندما يصلوا إلى البحرين يرى نفسه بأنه ليس ببعيد أو غريب عن المنطقة التي يقصدها بل إن النجديين الذين سبقوه إلى البحرين ولا سيما من قبيلة الدواسر سرعان ما يقدم المساعدة للقادم الجديد الذي كان يتجه مباشرة إلى المنطقة التي تسمى الحد وهي المنطقة التي يستقر فيها أغلب أهالي نجد بداية وصولهم إلى البحرين يسعون إلى مساعدة الوافدين الجدد بل إنهم يتوسطون لهم لدى النواخذة من أجل العمل لديهم في الغوص ومن لا يجد له عملا في مهنة الغوص فإنه يقوم بالبحث له عن عمل آخر وبالتالي يساهمون في استقرار أكثر عدد من النجديين في البحرين.
- قدمت قبيلة الدواسر العديد من الأعمال التي صبت في خدمة المجتمع البحريني سواء كانت في مجال التعليم أو البلدية أو غيرها من المجالات.